# Lithopoma tectum
Lithopoma tectum är en snäckart som först beskrevs av John Lightfoot 1786.  Lithopoma tectum ingår i släktet Lithopoma och familjen turbinsnäckor. Inga underarter finns listade i Catalogue of Life.

## Bildgalleri

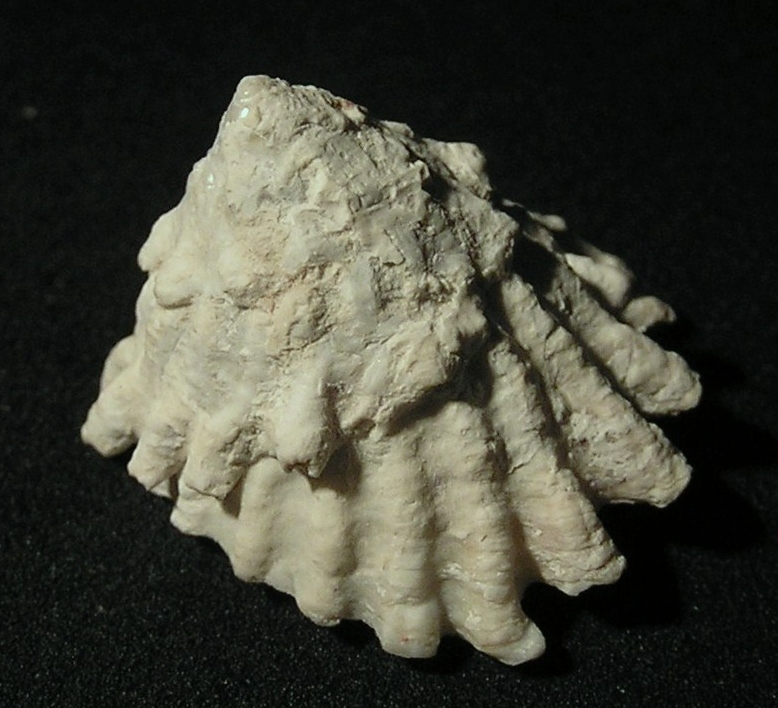
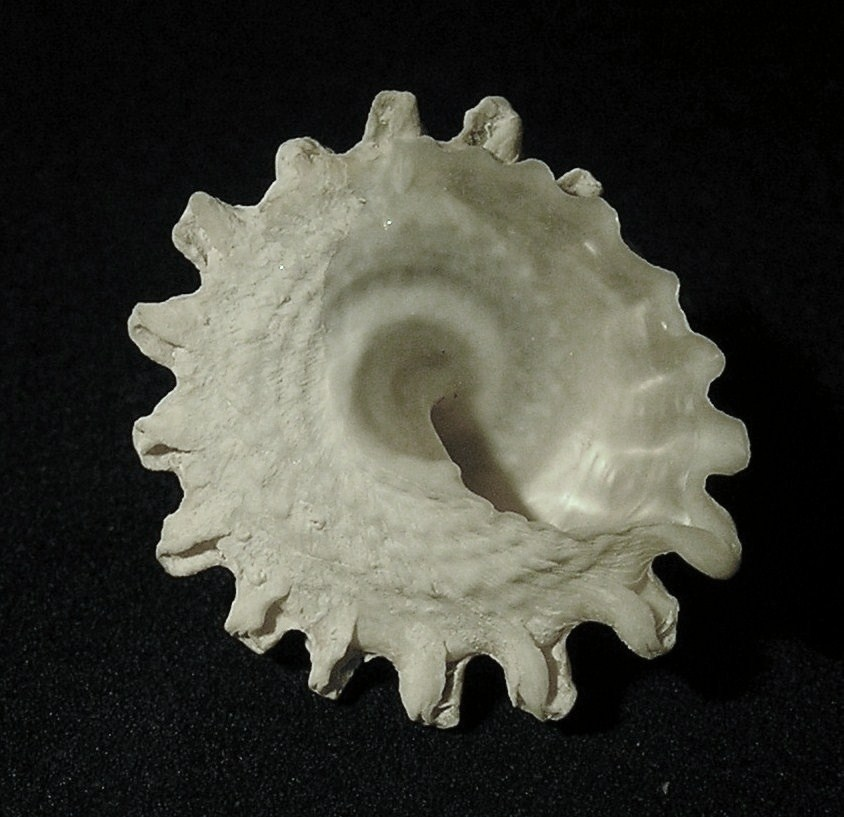
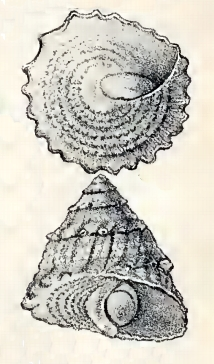